# 澤圭太
澤 圭太（さわ けいた、1976年8月16日 - ）は、千葉県生まれのレーシングドライバー。

## 略歴
1998年に4輪レースデビュー。1999年にはF4関西シリーズチャンピオン獲得。2000年に全日本GT選手権（現SUPER GT）へスポット参戦。2001年には全日本F3選手権に参戦。2002年から全日本GT選手権へ本格的に参戦し、2003年にはGT300クラスで2勝を挙げてシリーズ2位を獲得。2006年にはポルシェカレラカップアジア（PCCA）に参戦、2011年には同シリーズでチャンピオンを獲得。
2016年にはアジアン・ル・マン・シリーズのGTクラスにてシリーズチャンピオンを獲得。翌年からFIA 世界耐久選手権のLM-GTE Amクラスへフル参戦し開幕戦では初優勝を飾る。レース活動での経験を活かしてサーキットレッスンイベント「ワンデイスマイル」を2009年に設立している。

## レース戦績
- 1999年 - F4関西シリーズチャンピオン
- 2000年 
  - 全日本GT選手権・GT300クラス ＜Rd.4-6＞（オークラロータリーレーシング #72 オークラRX-7）
  - スーパー耐久・C-2クラス ＜Rd.8 スポット参戦＞（#41 ロックポートアイワFKインプレッサ）
- 2001年 - 全日本F3選手権 ＜第1-6,12,13,16-19戦＞（ROCKPORT F399 #19 ダラーラF399・トヨタ・トムス3S-GE) シリーズ12位
- 2002年  
  - 全日本F3選手権 Bクラス ＜Rd.19,20＞（サーモマジック-60℃ #60 ダラーラF300／トヨタ・トムス3S-GE)
  - 全日本GT選手権・GT300クラス ＜Rd.1-3,5-8＞（シグマテックレーシングチーム #71 シグマMR-S）シリーズ15位
  - 鈴鹿1000km・GT300クラス（シグマテックレーシングチーム #71 シグマMR-S）総合5位・クラス2位
- 2003年
  - 全日本GT選手権・GT300クラス ＜Rd.1-4＞(シグマテックレーシングチーム #71 シグマMR-S)
  - 全日本GT選手権・GT300クラス ＜Rd.5-8＞(シグマテックレーシングチーム #71 シグマDUNLOPセリカ) シリーズ2位・2勝
  - 鈴鹿1000km・GT300クラス（シグマテックレーシングチーム #71 シグマDUNLOPセリカ）総合5位・クラス優勝
- 2004年 - 全日本GT選手権・GT300クラス ＜Rd.2,5,7＞(アークテックモータスポーツ #112 ARKTECH ADVAN GT3) シリーズ20位
- 2005年 - SUPER GT・GT300クラス ＜Rd.1-3＞（ARKTECH MOTORSPORTS #112 ARKTECH RodeoDrive WAKO'S GT3）
- 2006年
  - ポルシェ・カレラカップ・アジア（PCCA）シリーズ8位
  - SUPER GT・GT300クラス ＜Rd.6 スポット参戦＞（TOYOTA TEAM CERUMO #52 プロμ太陽石油KUMHO セリカ）クラス優勝・シリーズ14位
- 2007年
  - ポルシェ・カレラカップ・アジア（PCCA）シリーズ3位・1勝
  - SUPER GT・GT300クラス ＜Rd.6 スポット参戦＞（TEAM マッハ #5 クムホ プロμマッハ号 320R）
  - スーパー耐久・ST1クラス ＜Rd.3 スポット参戦＞（#8 黒豆リボイスGT3) クラス2位・総合3位
- 2008年
  - ウィンザーアーチマカオGTカップ  総合3位
  - ポルシェ・スーパーカップ ＜Rd.6,8＞
  - SUPER GT・GT300クラス ＜Rd.6 スポット参戦＞（TEAM TAISAN with NISHIZAWA #26 ユンケルパワータイサンポルシェ）シリーズ27位
- 2009年
  - マレーシアムルデカ耐久レース 総合4位
  - マカオGTカップ　優勝
  - SUPER GT・GT300クラス ＜Rd.8,9＞（ARKTECH MOTORSPORTS #112 石松 with ARKTECH GT3）
  - スーパー耐久・ST1クラス ＜Rd.2,3,5＞（Kosei・R・P・GT3) クラス3位入賞
- 2010年
  - マカオGTカップ　優勝
  - ポルシェ・カレラカップ・アジア（PCCA）シリーズ8位
  - SUPER GT・GT300クラス ＜Rd.1＞（TOMEI SPORTS #360 石松 Kosei RUNNUP PORSCHE)
  - SUPER GT・GT300クラス ＜Rd.6,8＞（365 ThunderAsia Racing #365 365 サンダーアジア MT900M)
- 2011年
  - マレーシアムルデカ耐久レース
  - マカオGTカップ 2位
  - ポルシェ・カレラカップ・アジア（PCCA）シリーズチャンピオン・1勝
- 2012年
  - マレーシアムルデカ耐久レース 総合3位
  - ポルシェ・カレラカップ・アジア（PCCA）シリーズ2位
  - マカオGTカップ
  - SUPER GT・GT300クラス ＜Rd.5 スポット参戦＞（JLOC #88 マネパ ランボルギーニ GT3) クラス3位入賞
- 2013年
  - アジアン・ル・マン・シリーズ・GTCクラス ＜Rd.1,3,4＞（クラフト・レーシング #7 アストンマーティン・ヴァンテージV12ヴァンテージ GT3) シリーズ6位
  - マカオGTカップ 22位
  - ポルシェ・カレラカップ・アジア（PCCA）シリーズ4位
  - ポルシェ・カレラカップ・アジア＜マカオグランプリ サポートレース参戦＞ 決勝4位
- 2014年
  - アジアン・ル・マン・シリーズ・GTクラス ＜Rd.3＞（クリアウォーター・レーシング #33 フェラーリ・458イタリア GT3) シリーズ7位・1勝
  - GTアジア（クリアウォーター・レーシング #3 フェラーリ・458イタリア GT3) シリーズ3位・4勝
  - マレーシアムルデカ耐久レース 総合2位
  - マカオGTカップ 15位
  - ドバイ24時間レース・A6-Proクラス（Craft Racing AMR #17 アストンマーティン・ヴァンテージV12ヴァンテージ GT3) 総合12位
- 2015年
  - GTアジア（Bentley Team Absolute #8 Bentley Continental GT3) シリーズ2位・2勝
  - マカオGTカップ
  - ドバイ24時間レース・997クラス（Black Falcon 4 #26 Porsche 911 GT3 Cup 991）クラス優勝
- 2016年
  - ル・マン24時間レース・LMGTE Amクラス（クリアウォーター・レーシング #61 フェラーリ・458イタリア GT2) 総合30位・クラス4位
  - アジアン・ル・マン・シリーズ・GTクラス（クリアウォーター・レーシング #3 マクラーレン・650S GT3）シリーズチャンピオン・2勝
  - GTアジア ＜Rd.1,3-6＞（Bentley Team Absolute #8 Bentley Continental GT3) シリーズ7位・3勝
- 2017年
  - FIA世界耐久選手権・LMGTE Amクラス（クリアウォーター・レーシング #61 フェラーリ・488 GTE) シリーズ3位・1勝
  - アジアン・ル・マン・シリーズ・GTクラス（クリアウォーター・レーシング #61 フェラーリ・488 GT3) シリーズ5位
- 2018年 - FIA世界耐久選手権・LMGTE Amクラス（クリアウォーター・レーシング #61 フェラーリ・488 GTE)

### 全日本GT選手権/SUPER GT
| 年     | チーム                       | 使用車両                            | クラス | 1       | 2      | 3       | 4       | 5       | 6       | 7      | 8       | 9      | 順位 | ポイント |
| ------ | ---------------------------- | ----------------------------------- | ------ | ------- | ------ | ------- | ------- | ------- | ------- | ------ | ------- | ------ | ---- | -------- |
| 2000年 | オークラロータリーレーシング | マツダ・RX-7                        | GT300  | TRM     | FSW    | SUG     | FSW DNR | TAI DNR | MIN DNR | SUZ    |         |        | NC   | 0        |
| 2002年 | シグマテックレーシングチーム | トヨタ・MR-S                        | GT300  | TAI 14  | FSW 2  | SUG Ret | SEP     | FSW Ret | TRM 10  | MIN 13 | SUZ 6   |        | 15位 | 24       |
| 2003年 | シグマテックレーシングチーム | トヨタ・MR-S                        | GT300  | TAI 4   | FSW 7  | SUG Ret | FSW 18  |         |         |        |         |        | 2位  | 72       |
| 2003年 | シグマテックレーシングチーム | トヨタ・セリカ                      | GT300  |         |        |         |         | FSW Ret | TRM 1   | AUT 1  | SUZ 3   |        | 2位  | 72       |
| 2004年 | アークテックモータスポーツ   | ポルシェ・911 GT3                   | GT300  | TAI     | SUG 15 | SEP     | TOK     | TRM 9   | AUT     | SUZ 17 |         |        | 20位 | 2        |
| 2005年 | ARKTECH MOTORSPORTS          | ポルシェ・911 GT3                   | GT300  | OKA Ret | FSW 16 | SEP Ret | SUG     | TRM     | FSW     | AUT    | SUZ     |        | NC   | 0        |
| 2006年 | TOYOTA TEAM CERUMO           | トヨタ・セリカ                      | GT300  | SUZ     | OKA    | FSW     | SEP     | SUG     | SUZ 1   | TRM    | AUT     | FSW    | 14位 | 31       |
| 2007年 | TEAMマッハ                   | ヴィーマック・320R                  | GT300  | SUZ     | OKA    | FSW     | SEP     | SUG     | SUZ Ret | TRM    | AUT     | FSW    | NC   | 0        |
| 2008年 | TEAM TAISAN with NISHIZAWA   | ポルシェ・911 GT3-RS                | GT300  | SUZ     | OKA    | FSW     | SEP     | SUG     | SUZ 5   | TRM    | AUT     | FSW    | 27位 | 7        |
| 2009年 | ARKTECH MOTORSPORTS          | ポルシェ・911 GT3-RSR               | GT300  | OKA     | SUZ    | FSW     | SEP     | SUG     | SUZ     | FSW    | AUT 14  | TRM 12 | NC   | 0        |
| 2010年 | TOMEI SPORTS                 | ポルシェ・911 GT3-RSR               | GT300  | SUZ DNQ | OKA    | FSW     | SEP     | SUG     |         |        |         |        | NC   | 0        |
| 2010年 | 365 ThunderAsia Racing       | モスラー・MT900M                    | GT300  |         |        |         |         |         | SUZ 14  | FSW    | TRM DNR |        | NC   | 0        |
| 2012年 | JLOC                         | ランボルギーニ・ガヤルド LP600+ GT3 | GT300  | OKA     | FSW    | SEP     | SUG     | SUZ 3   | FSW     | AUT    | TRM     |        | NC   | 0        |
| 2025年 | CARGUY MKS Racing            | フェラーリ・296 GT3                 | GT300  | OKA     | FSW    | SEP     | FSW     | SUZ     | SUG     | AUT    | MOT     |        | TBD* | TBD*     |

(key)

### アジアン・ル・マン・シリーズ
| 年        | チーム                       | 使用車両                                | クラス | 1       | 2     | 3     | 4     | 順位 | ポイント |
| --------- | ---------------------------- | --------------------------------------- | ------ | ------- | ----- | ----- | ----- | ---- | -------- |
| 2013年    | クラフト・レーシング         | アストンマーティン・V12ヴァンテージ GT3 | GTC    | INJ Ret | FSW   |       | SEP 3 | 6位  | 31       |
| 2013年    | クラフト・レーシング         | フォード・GT GT3                        | GTC    |         |       | ZHU 3 |       | 6位  | 31       |
| 2014年    | クリアウォーター・レーシング | フェラーリ・458 イタリア GT3            | GT     | INJ     | FSW   | SHA 1 | SEP   | 7位  | 25       |
| 2015-16年 | クリアウォーター・レーシング | マクラーレン・650S GT3                  | GT     | FSW 1   | SEP 1 | CHA 5 | SEP 3 | 1位  | 103      |
| 2016–17年 | クリアウォーター・レーシング | フェラーリ・488 GT3                     | GT     | ZHU 2   | FSW 7 | CHA 6 | SEP 4 | 5位  | 44       |

- 太字はポールポジション、斜字はファステストラップ。(key)

### FIA 世界耐久選手権
| 年        | チーム                       | 使用車両                    | クラス   | 1     | 2     | 3     | 4     | 5     | 6     | 7     | 8     | 9     | 順位 | ポイント |
| --------- | ---------------------------- | --------------------------- | -------- | ----- | ----- | ----- | ----- | ----- | ----- | ----- | ----- | ----- | ---- | -------- |
| 2016年    | クリアウォーター・レーシング | フェラーリ・458イタリア GT2 | LMGTE Am | SIL   | SPA   | LMS 4 | NÜR   | MEX   | COA   | FUJ   | SHA   | BHR   | NC   | 0        |
| 2017年    | クリアウォーター・レーシング | フェラーリ・488 GTE         | LMGTE Am | SIL 1 | SPA 3 | LMS 1 | NÜR 4 | MEX 5 | COA 2 | FUJ 2 | SHA 4 | BHR 2 | 2位  | 179      |
| 2018-19年 | クリアウォーター・レーシング | フェラーリ・488 GTE         | LMGTE Am | SPA 3 | LMS 4 | SIL 5 | FSW 6 | SHA 7 | SEB   | SPA   | LMS   |       | 10位 | 57       |

- 太字はポールポジション、斜字はファステストラップ。(key)

### ル・マン24時間レース
| 年     | チーム                       | コ・ドライバー                        | 車両                         | クラス | 周回 | 順位 | クラス 順位 |
| ------ | ---------------------------- | ------------------------------------- | ---------------------------- | ------ | ---- | ---- | ----------- |
| 2016年 | クリアウォーター・レーシング | ウェン・スン・モク ロブ・ベル         | フェラーリ・458 イタリア GT2 | GTE Am | 329  | 30位 | 4位         |
| 2017年 | クリアウォーター・レーシング | ウェン・スン・モク マット・グリフィン | フェラーリ・488 GTE          | GTE Am | 329  | 31位 | 5位         |
| 2018年 | クリアウォーター・レーシング | ウェン・スン・モク マット・グリフィン | フェラーリ・488 GTE          | GTE Am | 332  | 35位 | 8位         |